# 아우구스트 폰 괴드리히

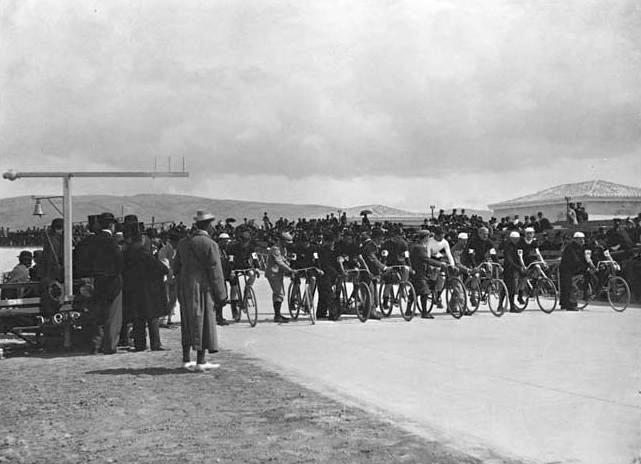

아우구스트 폰 괴드리히(독일어: August von Gödrich, 1859년 9월 25일 ~ 1942년 3월 16일)는 독일의 사이클 선수이다. 그는 아테네에서 열린 1896년 하계 올림픽에 참가했다. 겔스도르프-풀넥에서 태어났으며 풀넥에서 사망했다.
괴드리히는 개인 도로 경기에 참가했다. 그는 아테네에서 마라톤까지 갔다 오는 87km의 경주에서 3시간 42분 18초를 기록, 그리스의 아리스티디스 콘스탄티니디스에 이어서 2위를 차지했다.

## 참고 문헌
- Mallon, Bill; & Widlund, Ture. 《The 1896 Olympic Games. Results for All Competitors in All Events, with Commentary》. McFarland. ISBN 0-7864-0379-9. (인용구는 에서 볼 수 있음.)
- De Wael, Herman. “Errors in Mallon: Errata of the 1896 Book” (영어).